# 石澤靖治
石澤 靖治（いしざわ やすはる、1957年 - ）は、日本の教育者、ジャーナリスト。学習院女子大学教授・元学長。

## 略歴
山形県山形市生まれ。山形東高校を経て、立教大学社会学部社会学科卒業後、ダイヤモンド社入社。週刊ダイヤモンド記者。フルブライト留学で渡米。ハーバード大学国際問題研究所（CFIA）フェロー。同大ケネディ行政大学院修了（MPA） 、博士（政治学、明治大学）。ワシントンポスト極東総局記者、ニューズウィーク日本版副編集長などを経て、2000年より学習院女子大学助教授、2002年より同教授、2011年より同学長。2017年3月末で任期満了に伴い同学長を退任。フルブライト東京同窓会理事（2008年まで）、NPO法人外交政策センター（FPC）副理事長（2022年12月まで）。立教大学、東京女子大学、埼玉大学、明治大学、上智大学、成蹊大学の非常勤講師・兼任講師を歴任。

## 著作
単著・編著
- 『幻想の日米摩擦』（TBSブリタニカ、1992年）
- 『日米関係とマスメディア』（丸善、1994年）
- 『ザ・MOF』（中央公論社、1995年）
- 『大蔵省改革』（岩波書店、1997年）
- 『日本人論・日本論の系譜』（丸善、1997年）
- 『大統領とメディア』（文藝春秋、2001年）
- 『総理大臣とメディア』（文藝春秋、2002年）
- 『日本はどう報じられているか』（編著、新潮社、2004年）
- 『アメリカ大統領の嘘』（講談社、2004年）
- 『戦争とマスメディア』（ミネルヴァ書房、2005年）
- 『テキスト現代ジャーナリズム論』（ミネルヴァ書房、2008年）
- 『アメリカ 情報・文化支配の終焉』（PHP研究所、2019年）
- 『政治コミュニケーション概論』（編著、ミネルヴァ書房、2021年）
- 『世論とメディアでみる戦後日米関係』（創成社、2025年）

共編著
- 『トランプ後の世界秩序』（2017年、東洋経済新報社）
- 『2020年生き残りの戦略--世界はこう動く』（2020年、創成社）
- 『2021年パワーポリティクスの時代--日本の外交・安全保障をどう動かすか』（2021年、創成社）
- 『2023年野蛮の時代--米中激突第２幕後の世界』（2022年、創成社）

共著（分担執筆）
- 『グローバル社会とメディア』（ミネルヴァ書房、2003年）武市英雄、原寿雄編。担当「国際政治と報道」（pp.160-186）
- 『ジャーナリズムを学ぶ人のために』（世界思想社、2004年）田村紀雄、林利隆、大井眞二編。担当「ニュースソース」（pp.123-141）
- 『職業としてのジャーナリスト』（岩波書店、2005年）筑紫哲也編。担当「国際報道とメディアの『ビジネス化』」（pp.171-180）
- 『グローバル化時代の日本人』（勉誠出版、2006年）諏訪春雄責任編集。担当第Ⅰ章内「日本人は国際社会でどう受け取られてきたか」（pp.33-47）
- 『シリーズ・アメリカ研究の越境４　個人と国家のあいだ』（ミネルヴァ書房、2007年）久保文明・有賀夏紀編。担当「第5章　ジャーナリズムと自己統治」（pp.111-133）
- 『平成打開のリーダー』（勉誠出版、2010年）諏訪春雄編著。担当第１部内「現在のグローバリズムは日本に幸せをもたらすのか」（pp．34-45）

## テレビ出演
- NHK「クローズアップ現代」「ニュースウォッチ９」など
- テレビ朝日「ニュースステーション」「やじうまプラス」「ワイドスクランブル」など
- フジテレビ「EZ!TV」「めざましテレビ」「とくダネ！」「直撃LIVE グッディ!」など